# Csóronfalva
Csóronfalva (1899-ig Czundra, németül: Tschurndorf, horvátul: Čulindrof) Veperd község része, egykor önálló község Ausztriában, Burgenland tartományban, a Felsőpulyai járásban.

## Fekvése
Felsőpulyától 14 km-re északnyugatra, Kaboldtól 1 km-re északkeletre a Soproni-hegység délnyugati lábánál fekszik. A falu egykori birtokosáról Csóron Jánosról kapta a nevét.

## Története
A hagyomány szerint a település már  1225-ben is létezett és századokon át Kabold várához tartozott. Első írásos említése azonban csak 1527-ben történt, amikor Csóron János Kabold várának akkori ura megalapította. 1529 és 1532-ben elpusztította a török, ezután horvátokkal telepítették be. A 17. századtól az Esterházy család birtoka. 1683-ban a Bécs ellen vonuló török újra felégette.
Vályi András szerint " CSURENDORF. Czundrava. Horvát falu Sopron Vármegyében, földes Ura H. Eszterházy Uraság, lakosai katolikusok, fekszik Soprontól két mértföldnyire. Határja középszerű; de vagyonnyainak eladására jó módgyok van."
Fényes Elek szerint " Czundra, németül Tschurndorf, horvát-német falu, Sopron vgyében, Sopronhoz nyugotra 2 mfd., 170 kath., 90 evang. lak. Hegyes határa sovány, s van 348 hold szántóföldje, 28 hold rétje, 7 6/8 urbéri telke. Birja h. Eszterházy Pál."
1910-ben  399, túlnyomóan  német volt. A trianoni békeszerződésig Sopron vármegye Felsőpulyai járásához tartozott. 1971-ben Mészveremmel együtt a szomszédos Veperdhez csatolták. Új tűzoltószerházát 1998-ban építették. 2001-ben 501 lakosa volt.